# Río Grande, Tierra del Fuego

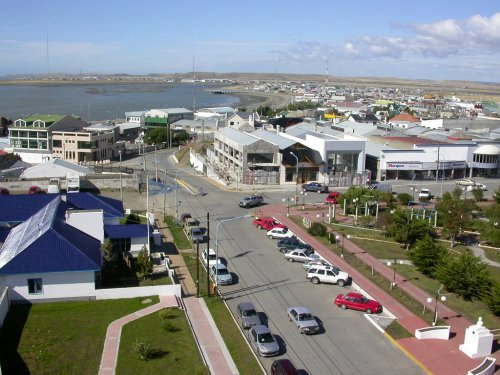
Vy över staden och hamnen

Río Grande är en stad i norra delen av provinsen Eldslandet i Argentina. Staden hade 98 000 invånare (2022) och är provinsens industricentrum.

## Historia
Den främsta orsaken till att folk bosatt sig i området sedan slutet av 1800-talet var, som för så många andra platser i Patagonien, fårskötseln. Närheten till floder, havet och betesmarker är några anledningar till att staden vuxit. Río Grande grundades 11 juli 1921, när regeringen utfärdade en kungörelse om att platsen skulle bli en "jordbrukskoloni". Från början, fram till jordbruksreformen 1925, delades marken upp bland ett fåtal familjer, som var och en ägde stora herrgårdar. Boskapsuppfödning blev då en av de viktigaste ekonomiska verksamheterna i området.
För att främja industriutveckling är hela Eldslandet en moms- och inkomstskattefri zon. På grund av detta har flera tillverkningsföretag, framför allt elektronikföretag, öppnat fabriker i staden. På senare tid har staden upplevt en stor befolkningstillväxt, både från övriga Argentina och andra länder i Sydamerika såsom Bolivia, då lönerna där är högre än i övriga Argentina.

## Klimat
Río Grandes klimat är generellt kyligt och ibland mycket blåsigt, detta eftersom staden ligger nära havet samt inte alltför långt från Antarktis nordspets. Då staden inte heller ligger alltför långt från södra polcirkeln varierar dagens längd mycket under året. Vinterdagar kan ha så få som sju soltimmar, medan sommardagar sträcker sig upp till 20 timmar.